# El Peñón (Granada)
El Peñón es una pedanía española formada por diversos diseminados y perteneciente al municipio de Alamedilla, en la provincia de Granada. Está situada en la parte septentrional de la comarca de Los Montes. A cinco kilómetros del límite con la provincia de Jaén, cerca de esta pedanía se encuentra el núcleo de Alamedilla capital.

## Demografía
Según el Instituto Nacional de Estadística de España, en el año 2017 El Peñón contaba con 9 habitantes censados, lo que representa el 1,49% de la población total del municipio.

### Evolución de la población
| Gráfica de evolución demográfica de El Peñón entre 2003 y 2013 |
|                                                                |
| Datos según el nomenclátor publicado por el INE.               |

## Cultura

### Fiestas
El 1 de mayo se celebra el día de la Virgen de Fátima, donde se procesiona la imagen desde el pueblo de Alamedilla hasta El Peñón y se le dice la misa. Esta fiesta se perdió con el paso del tiempo, pero en el año 2004 fue recuperada.